# Phreatia resiana
Phreatia resiana är en orkidéart som beskrevs av Johannes Jacobus Smith. Phreatia resiana ingår i släktet Phreatia och familjen orkidéer. Inga underarter finns listade i Catalogue of Life.